# Miguel Oliveira (balonmanista)
Miguel Moreira de Oliveira (Valongo, 13 de enero de 2004) es un jugador de balonmano portugués que juega de lateral izquierdo o central en el FC Oporto. Es internacional con la selección de balonmano de Portugal.
Su primer gran campeonato con la selección fue el Campeonato Mundial de Balonmano Masculino de 2025.

## Clubes
| Club                 | País     | Año       |
| -------------------- | -------- | --------- |
| FC Oporto            | Portugal | 2021-Act. |
| FC Gaia (cedido)     | Portugal | 2022-2023 |
| Ademar León (cedido) | España   | 2023-2024 |